# Terry Labonte

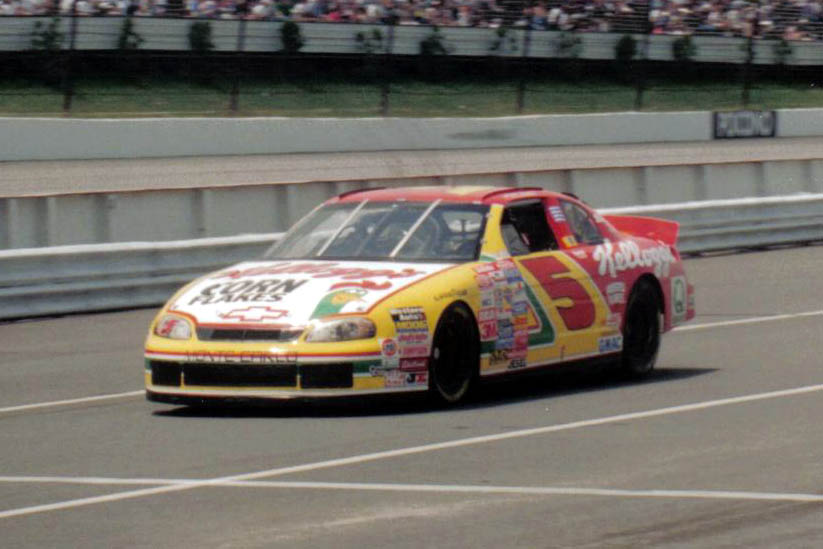
Labonte op de Pocono Raceway in 1997

Terrance Lee "Terry" Labonte (Corpus Christi (Texas), 16 november 1956) is een Amerikaans autocoureur. Hij is tweevoudig winnaar van de NASCAR Winston Cup. Zijn jongere broer Bobby Labonte won het kampioenschap in 2000.

## Carrière
Labonte startte zijn carrière in de NASCAR Winston Cup op de Darlington Raceway in 1978. Twee jaar later behaalde hij op hetzelfde circuit zijn eerste overwinning. In 1984 won hij in een Chevrolet van het Hagan team de races op de Riverside International Raceway en de Bristol Motor Speedway en won hij het kampioenschap voor de eerste keer in zijn carrière. In 1986 maakte hij de overstap naar het team van Junior Johnson, waar hij tot 1993 bleef rijden. Tijdens deze periode won hij vijf races maar kwam niet verder dan een derde plaats in de eindstand in 1987. In 1994 ging hij rijden voor Hendrick Motorsports. In 1996 won hij de races op de North Wilkesboro Speedway en de Charlotte Motor Speedway en won het kampioenschap, twaalf jaar na zijn eerste titel voor een tweede keer. Zijn laatste overwinning behaalde hij in 2003 op het circuit waar hij debuteerde en zijn eerste overwinning haalde. Vanaf 2005 rijdt hij het kampioenschap parttime.
Labonte heeft tot 2009 deelgenomen aan 857 wedstrijden uit de Winston Cup, nu Sprint Cup, waarvan hij 22 races won. Hij won elf races uit de Busch Series en won de race in 1995 op de Richmond International Raceway uit de Camping World Truck Series.

## Resultaten in de NASCAR Winston Cup
Winston Cup resultaten (aantal gereden races, polepositions, gewonnen races en positie in het kampioenschap)
| Jaar | Races | Poles | Wins | Rank |
| ---- | ----- | ----- | ---- | ---- |
| 1978 | 5     | 0     | 0    | 39e  |
| 1979 | 31    | 0     | 0    | 10e  |
| 1980 | 31    | 0     | 1    | 8e   |
| 1981 | 31    | 2     | 0    | 4e   |
| 1982 | 30    | 2     | 0    | 3e   |
| 1983 | 30    | 3     | 1    | 5e   |
| 1984 | 30    | 2     | 2    | 1e   |
| 1984 | 28    | 4     | 1    | 7e   |
| 1986 | 29    | 1     | 1    | 12e  |
| 1987 | 29    | 4     | 1    | 3e   |
| 1988 | 29    | 1     | 1    | 4e   |
| 1989 | 29    | 0     | 2    | 10e  |
| 1990 | 29    | 0     | 0    | 15e  |
| 1991 | 29    | 1     | 0    | 18e  |
| 1992 | 29    | 0     | 0    | 8e   |
| 1993 | 30    | 0     | 0    | 18e  |
| 1994 | 31    | 0     | 3    | 7e   |
| 1995 | 31    | 1     | 3    | 6e   |
| 1996 | 31    | 4     | 2    | 1e   |
| 1997 | 32    | 0     | 1    | 6e   |
| 1998 | 33    | 0     | 1    | 9e   |
| 1999 | 34    | 0     | 1    | 12e  |
| 2000 | 32    | 1     | 0    | 17e  |
| 2001 | 36    | 0     | 0    | 23e  |
| 2002 | 36    | 0     | 0    | 24e  |
| 2003 | 36    | 1     | 1    | 10e  |
| 2004 | 36    | 0     | 0    | 26e  |
| 2005 | 14    | 0     | 0    | 40e  |
| 2006 | 17    | 0     | 0    | 41e  |
| 2007 | 3     | 0     | 0    | 58e  |
| 2008 | 10    | 0     | 0    | 46e  |
| 2009 | 6     | 0     | 0    | 51e  |
| 2010 | 2     | 0     | 0    | 68e  |
| 2011 | 8     | 0     | 0    | 39e  |
| 2012 | 4     | 0     | 0    | 44e  |
| 2013 | 5     | 0     | 0    | 42e  |